# Emulación en la Amiga
La computadora Amiga puede usarse para emular varias otras plataformas, incluyendo plataformas heredadas como la Commodore 64, y sus rivales contemporáneos como los IBM PC y Macintosh.

## MS-DOS en la Amiga vía Sidecar o Bridgeboard
La compatibilidad con MS-DOS fue un problema importante durante los primeros años de la vida útil de la Amiga para promocionarla como una máquina comercial seria. Para ejecutar el sistema operativo MS-DOS, Commodore lanzó el Sidecar para la Amiga 1000, básicamente una placa 8088 en una caja cerrada que se conectaba al lado de la Amiga. La inteligente programación (una biblioteca llamada Janus, por Jano, el dios romano de los portales, de dos caras) hizo posible ejecutar el software de PC en una ventana de Amiga sin el uso de emulación. En la presentación de Sidecar, la multitud se sorprendió al ver la versión de MS-DOS de Microsoft Flight Simulator ejecutándose a toda velocidad en una ventana del AmigaOS.
Más tarde, el Sidecar se implementó en una placa de expansión llamada Bridgeboard para los modelos Amiga 2000+. Aparecieron variantes de las placas Bridgeboard con procesadores hasta el 486. La placa Bridgeboard y la biblioteca Janus hicieron posible el uso de placas de expansión para PC y unidades de disco duro/disquete. La placa Bridgeboard fue fabricada por Commodore, y más tarde también aparecieron placas de terceros para la ranura de expansión del Amiga 500 y del Amiga 600, como el KCS Powerboard.
Finalmente, los emuladores por software completo, como PC-Task y PCx permitieron a la Amiga ejecutar programas MS-DOS, incluido Microsoft Windows, sin hardware adicional, a costa de velocidad y compatibilidad.

## Amiga Transformer
Cuando Commodore presentó la Amiga 1000 en julio de 1985, también anunció inesperadamente un emulador de IBM PC basado en software. La compañía mostró el emulador iniciando IBM PC DOS y ejecutando Lotus 1-2-3. Algunos que asistieron a la manifestación eran escépticos de que el emulador, aunque técnicamente impresionante, pudiera funcionar con un rendimiento aceptable. La aplicación, llamada Transformer, era realmente extremadamente lenta; el benchmark Landmark lo calificó como un 286 de 300 kHz, mucho más lento que los 4,7 MHz de la PC más antigua y lenta de IBM. Además, solo funcionaría en Amigas con microprocesador 68000, y no funcionaría si la Amiga tuviera más de 512K de RAM.

## PCTask
PCTask es un emulador de PC por software que emula el hardware de Intel para PC con procesador Intel 8088 y modos gráficos CGA. La última versión (4.4) era capaz de emular un 80386 con reloj a 12 MHz y las características incluyen soporte para hasta 16 MiB RAM (15 MB extendidos) en MS-DOS, hasta dos unidades de disquete y 2 discos duros. El emulador podría hacer uso de dispositivos de archivos duros y luego podía manejar múltiples archivos de disco duro y particiones de disco duro. Soportaba disquetes de alta densidad y CD-ROM, si el hardware de Amiga tenía montado estos dispositivos.
Los modos gráficos disponibles fueron MDA, CGA, EGA, VGA y SVGA emulando placas gráficas Hercules, con 512 KiB a 2 MiB RAM, y hasta 256 colores en máquinas Amiga AGA, y podían hacer uso de las placas gráficas Amiga (por ejemplo, Cybergraphics, EGS Spectrum, Picasso).
También estaba disponible la emulación del PC Speaker, puerto paralelo, serial y soporte para ratón, incluyendo ratón serial.
Si el hardware de Amiga es lo suficientemente rápido (68060 o PPC) y tiene suficiente RAM, también podría existir la posibilidad de ejecutar múltiples procesos de PC-Task en la misma máquina, ejecutar aplicaciones MS-DOS en una ventana de Amiga en una pantalla pública (p.e., en Amiga Workbench GUI).
PCTask también podía transferir archivos entre el lado de Amiga y la máquina emulada de MS-DOS; podía hacer uso de las placas Bridgeport GoldenGate que permiten que la Amiga equipada con ranuras de expansión obtenga el control completo de sus ranuras ISA y use placas PC-ISA. Y la última versión (4.4) podía ejecutar incluso hasta Windows 95.
PcTask tiene un JITM (Just in Time Machine) 8088/80286/80486 capaz de mapear todas las instrucciones de estos procesadores, pero requiere 4 megabytes adicionales de RAM para activar esta función.

## Mac OS en la Amiga

Historial

También se presentaron para la Amiga dos productos, A-Max (modelos internos y externos) y la placa de expansión Emplant. Ambos permitieron que la Amiga emulara un Apple Macintosh y ejecutara el Mac OS Classic. Se requería una imagen ROM de Apple Macintosh, o ROM reales en el caso de A-Max, que debían obtenerse de un Macintosh real. El usuario necesitaba ser dueño de las ROM reales de Macintosh o Mac para ejecutar legalmente el emulador.
En 1988, el primer emulador de Apple Mac, A-Max, fue lanzado como un dispositivo externo para cualquier Amiga. Necesitaba las ROM de Mac para funcionar, y podía leer discos Mac cuando se usaba con una disquetera Mac (las disqueteras Amiga no pueden leer discos Mac. A diferencia de los discos Amiga, los disquetes Mac giran a velocidades variables, como las unidades CD-ROM). No fue una solución particularmente elegante, pero proporcionó una experiencia Mac asequible y utilizable.
ReadySoft, fabricantes de A-Max, siguió con A-Max II a principios de la década de 1990. A-Max II estaba contenido en una placa compatible con Zorro y permitía al usuario, nuevamente usando ROM Mac reales, emular un Macintosh en color. De hecho, una Amiga 3000 que emula una Mac a través de A-Max II fue significativamente más rápido que la primera Mac de color para el público general, la LC.
Con el tiempo, la virtualización de software completo estaba disponible, pero aún era necesaria una imagen de ROM. El software de virtualización de ejemplo incluye ShapeShifter (no debe confundirse con el panel de preferencias de terceros ShapeShifter), luego reemplazado por Basilisk II (ambos por el mismo programador que concibió SheepShaver, Christian Bauer), Fusion e iFusion (este último ejecutaba Mac OS clásico usando una placa aceleradora "coprocesadora" PowerPC).
Las máquinas virtuales proporcionan una velocidad igual o más rápida que una Macintosh con el mismo procesador, especialmente con respecto a la serie m68k debido a que las Mac reales se ejecutan en modo trampa MMU, lo que dificulta el rendimiento. Además, inmediatamente después de la transición de 68k a PowerPC en 1994, hubo una escasez de software nativo de Mac PowerPC: las computadoras Amiga con CPU 68060 que ejecutaban ShapeShifter o Fusion pudieron ejecutar código Macintosh 68k más rápido que las Macs reales.
Cabe señalar que aunque Amiga tuvo mucho éxito en emular Macintosh, nunca se consideró un clon de Macintosh ya que no podía usar Mac OS como sistema operativo principal.
Amigas modernas como AmigaOne y Pegasos pueden emular máquinas Macintosh utilizando Basilisk II o Mac-on-Linux.

## Computadoras Commodore de 8 bits
Varios emuladores de Commodore 64 fueron producidos para la Amiga. En 1988 "Compute!" analizó "The 64 Emulator" de ReadySoft y el "GO-64" de Software Insight Systems e informaron resultados mixtos con ambos. Aunque la revista utilizó copias de las ROM 64 genuinas, descubrió que algunos programas como SpeedScript no funcionaban y el rendimiento de ambos emuladores era inferior al de la computadora real. Otros emuladores incluyen MagiC64 y A64.
La Amiga tiene sus propias versiones de los emuladores VICE y Frodo. VICE emula las máquinas de 8 bits fabricadas por Commodore, incluyendo las C64, C128, PET y VIC-20.

## Atari ST
La emulación de Atari ST en Amiga es muy fácil porque las dos máquinas comparten el mismo modelo de procesador (68000) y presentan más o menos las mismas características de hardware.
En el pasado, se produjeron varios emuladores de Atari basados en software para Amiga, como Amtari o el emulador Medusa.
AmigaOS 4 y MorphOS pueden emular las plataformas Atari ST y Atari STE utilizando el emulador de software libre Hatari que se publicó bajo GPL.

## Emulación de Amiga
Las computadoras equipadas con PowerPC que ejecutan AmigaOS 4 pueden ejecutar UAE para emular una Amiga equipada con Motorola 68000. Las imágenes ROM originales de Kickstart 3.1 se incluyen con la actualización 4 de AmigaOS 4.1.